# Etossilazione
L'etossilazione è un processo di polimerizzazione che implica la reazione di ossido di etilene con un substrato avente un idrogeno attivo (comunemente alcoli primari) per ottenere il corrispondente derivato poliossietilenico.
La reazione è iniziata da basi (NaOH, KOH, NaOCH3, ammine terziarie, ecc.) o acidi (BF3).
La reazione è esotermica ed il calore di reazione è di circa 300 Kcal/Kg di ossido di etilene reagito.